# Morissen
Morissen (tyska) eller Murissen (rätoromanska) är en ort och tidigare kommun i regionen Surselva i kantonen Graubünden, Schweiz. Den tyska stavningen var officiell namnform och är den mest brukade, även i rätoromansk skrift. Kommunen blev 2013 en del av den nya kommunen Lumnezia. 